# Algeciras (Kolumbien)
Algeciras ist eine Gemeinde (municipio) im Departamento Huila in Kolumbien.

## Geographie
Algeciras liegt im Osten von Huila in der Subregion Subnorte in den kolumbianischen Anden. An die Gemeinde grenzen im Nordwesten Hobo, Campoalegre und Rivera, im Osten San Vicente del Caguán, Puerto Rico und El Doncello im Departamento del Caquetá und im Südwesten Gigante.

## Bevölkerung
Die Gemeinde Algeciras hat 22.941 Einwohner, von denen 11.044 im städtischen Teil (cabecera municipal) der Gemeinde leben (Stand: 2022).

## Geschichte
Das Gebiet des heutigen Algeciras wurde ab 1824 auf der Suche nach Naturkautschuk, Chinarinde und Gold erschlossen. Nachdem der Chinarindenboom vorbei war und kein Gold gefunden wurde, blieb es bei einem kleinen Dorf. Das Dorf erhielt 1924 als San Juanito den Status einer Gemeinde. San Juanito erhielt 1937 zu Ehren der spanischen Stadt Algeciras seinen heutigen Namen.

## Wirtschaft
Der wichtigste Wirtschaftszweig von Algeciras ist die Landwirtschaft.